# Boursault (Marne)
Boursault és un municipi francès, situat al departament del Marne i a la regió del Gran Est. L'any 2007 tenia 465 habitants.

## Demografia

### Població
El 2007 la població de fet de Boursault era de 465 persones. Hi havia 184 famílies, de les quals 36 eren unipersonals (20 homes vivint sols i 16 dones vivint soles), 72 parelles sense fills, 68 parelles amb fills i 8 famílies monoparentals amb fills.
La població ha evolucionat segons el següent gràfic:
Habitants censats

### Habitatges
El 2007 hi havia 226 habitatges, 185 eren l'habitatge principal de la família, 8 eren segones residències i 33 estaven desocupats. 223 eren cases i 3 eren apartaments. Dels 185 habitatges principals, 163 estaven ocupats pels seus propietaris, 19 estaven llogats i ocupats pels llogaters i 3 estaven cedits a títol gratuït; 1 tenia dues cambres, 15 en tenien tres, 35 en tenien quatre i 134 en tenien cinc o més. 152 habitatges disposaven pel capbaix d'una plaça de pàrquing. A 75 habitatges hi havia un automòbil i a 101 n'hi havia dos o més.

### Piràmide de població
La piràmide de població per edats i sexe el 2009 era:
| Homes | Edats   | Dones |
| ----- | ------- | ----- |
| 0     | 95 o +  | 0     |
| 0     | 90 a 94 | 0     |
| 8     | 85 a 89 | 0     |
| 0     | 80 a 84 | 4     |
| 4     | 75 a 79 | 4     |
| 8     | 70 a 74 | 16    |
| 8     | 65 a 69 | 12    |
| 16    | 60 a 64 | 8     |
| 12    | 55 a 59 | 20    |
| 12    | 50 a 54 | 16    |
| 20    | 45 a 49 | 16    |
| 28    | 40 a 44 | 16    |
| 24    | 35 a 39 | 16    |
| 28    | 30 a 34 | 28    |
| 20    | 25 a 29 | 16    |
| 4     | 20 a 24 | 16    |
| 20    | 15 a 19 | 12    |
| 4     | 10 a 14 | 4     |
| 20    | 5 a 9   | 28    |
| 16    | 0 a 4   | 16    |

## Economia
El 2007 la població en edat de treballar era de 323 persones, 249 eren actives i 74 eren inactives. De les 249 persones actives 236 estaven ocupades (135 homes i 101 dones) i 13 estaven aturades (3 homes i 10 dones). De les 74 persones inactives 27 estaven jubilades, 26 estaven estudiant i 21 estaven classificades com a «altres inactius».

### Ingressos
El 2009 a Boursault hi havia 185 unitats fiscals que integraven 462 persones, la mediana anual d'ingressos fiscals per persona era de 24.120,5 €.

### Activitats econòmiques
Dels 11 establiments que hi havia el 2007, 2 eren d'empreses alimentàries, 2 d'empreses de construcció, 4 d'empreses de comerç i reparació d'automòbils, 1 d'una empresa de transport i 2 d'empreses d'hostatgeria i restauració.
Dels 3 establiments de servei als particulars que hi havia el 2009, 2 eren lampisteries i 1 restaurant.
L'únic establiment comercial que hi havia el 2009 era una botiga de menys de 120 m².
L'any 2000 a Boursault hi havia 103 explotacions agrícoles que ocupaven un total de 135 hectàrees.

## Equipaments sanitaris i escolars
El 2009 hi havia 1 escola maternal i 1 escola elemental integrada dins d'un grup escolar amb les comunes properes formant una escola dispersa.

## Poblacions més properes
El següent diagrama mostra les poblacions més properes.